# Kulasekara Cinkaiariyan
Kulasekara Cinkaiariyan, de son nom royal Pararacacekaran I, est considéré comme le premier des rois de la dynastie Ârya Chakravarti, dans le royaume de Jaffna dans l'actuel Sri Lanka.
Selon la source primaire cingalaise Mahavamsa, un chef de guerre nommé Aryacakravarti a envahi la capitale cingalaise de Yapahuwa pour le compte du roi de l'Empire Pandya, Maravarman Kulasekara Pandyan I (en),,,.